# Takeaki Hommura
Takeaki Hommura (本村 武揚 Hommura Takeaki?), född 20 juni 1997 i Tokyo prefektur, är en japansk fotbollsspelare.
Hommura började sin karriär 2019 i JEF United Chiba.